# زنانه (هند)

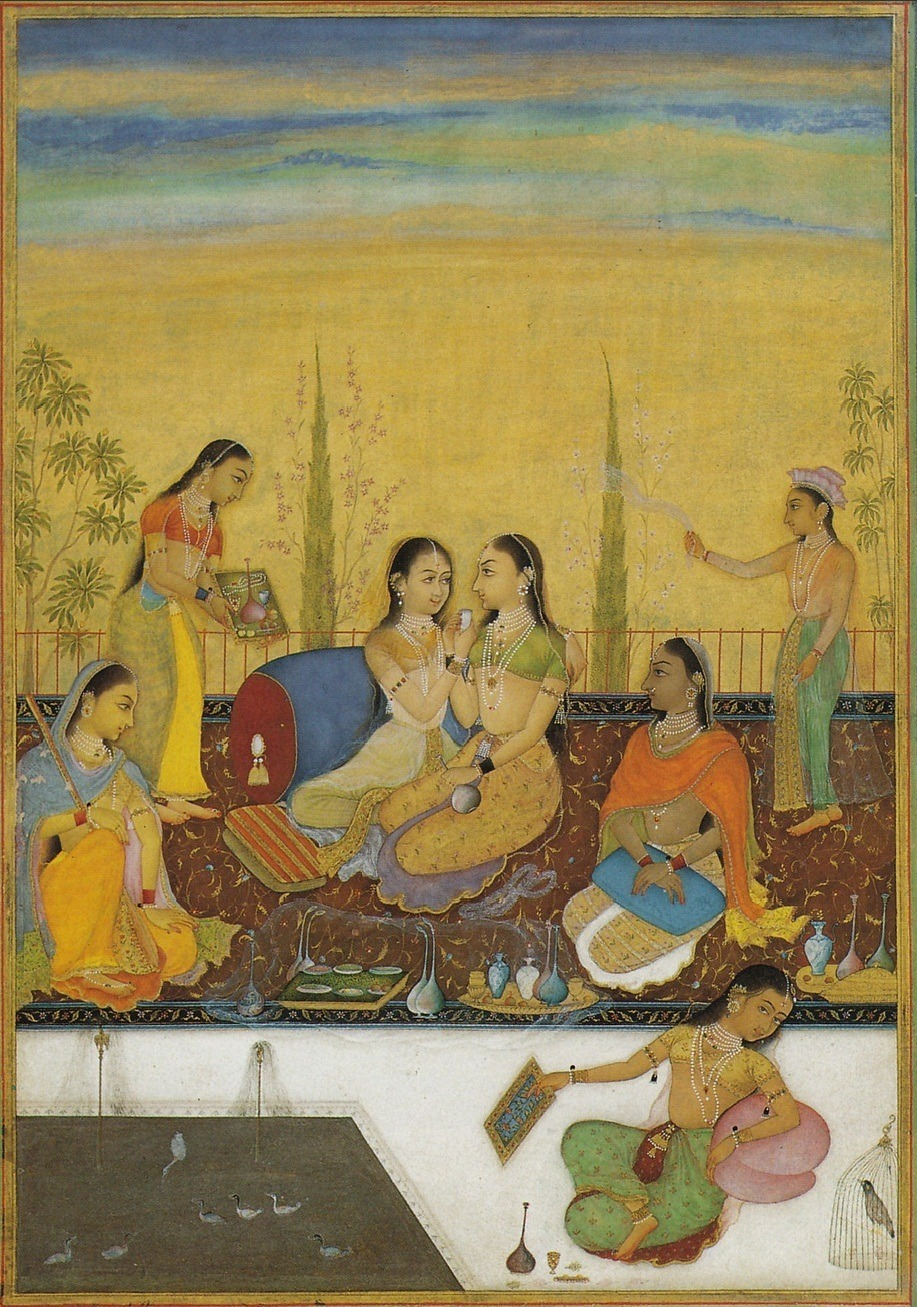
خانم‌های زنانه روی تراس پشت بام اثر رکن‌الدین. بیکانر، ۱۶۷۵

زنانه واژه‌ای به زبان فارسی است که در شبه قاره هند، اصطلاحاً به بخشی از خانهٔ یک خانواده مسلمان، سیک یا هندو اطلاق می‌شود که مختص زنان آن خانواده است و فضای خصوصی آن‌ها محسوب می‌شود. زنانه به اتاق‌های درون خانه گفته می‌شد که بانوان در آن زندگی می‌کردند. اتاق‌ها و فضاهای بیرونی خانه که برای مهمانان و مردان استفاده می‌شد، مردانه نام داشت. کاربرد این واژه در هند قدیم برای خاندان‌هایی که رسم پرده‌نشینی داشتند، معادل حرمسرا بود.